# Panurgus rungsii
Panurgus rungsii là một loài Hymenoptera trong họ Andrenidae. Loài này được Benoist mô tả khoa học năm 1937.